# Жарден, Александр
Алекса́ндр Жарде́н (фр. Alexandre Jardin; род. 14 апреля 1965, Париж) — французский писатель, журналист, публицист и режиссёр, обладатель двух французских литературных премий.

## Биография
Александр Жарден родился 14 апреля 1965 года в Париже, в коммуне Нёйи-сюр-Сен (Hauts-de-Seine) департамента О-де-Сен. 
Имеет двух братьев, один из которых — кинорежиссёр, сценарист и актёр Фредерик Жарден, и сводную сестру. Имеет пятерых детей от двух браков. 
Как и его отец, писатель и сценарист Паскаль Жарден (1934—1980), Александр получил диплом специалиста в области политических наук.
Во время учёбы в вузе написал свой первый роман «Очертя голову» (Bille en tête), за который получил французскую литературную премию «Лучший дебютный роман» (Prix du Premier Roman) в 1986 году.
В 1988 году опубликовал роман «Зебра»  (Le Zèbre) , за который получил французскую литературную премию „Prix Femina“. В 1992 году на основе этого романа был снят кинофильм «Зебра».
В 1992 году фантастический фильм «Гавин» (Gawin), созданный по сценарию Александра Жардена, на фестивале фантастических фильмов „Fantasporto“ в городе Порту (Португалия) был номинирован на премию «Лучший фантастический фильм» (International Fantasy Film Award). Оценка фильма на сайте IMDB — 4,7.
В 1993 году на основе своего романа «Фанфан» снял кинофильм «Фанфан», получивший высокую оценку и завоевавший любовь зрителей многих стран мира.
В 1997 году написал автобиографический роман о необходимости отцовского признания „Le Zubial“ (Зубиал — это было прозвище его отца).
В 2004 году опубликовал три версии романа «Раскрашенные» („Les Coloriés“): одна предназначена взрослым, две других  — детям.
В 2009 году написал продолжение своего романа-бестселлера «Фанфан» под названием «Пятнадцать лет спустя или Фанфан, акт второй».
Наряду с литературной и кинематографической деятельностью Александр Жарден занимается журналистикой, ведёт раздел хроники в газете «Фигаро».
Александр Жарден  — один из самых читаемых во Франции авторов. Его произведения сразу становятся бестселлерами у него на родине. Секрет такой популярности его книг состоит в том, что они рассказывают почти всегда об одном  — о любви, о стремлении людей пронести это чувство через долгие годы супружества, о верности, пылкости и романтичности.
В 2015 году основал гражданское движение «Сине-белая зебра» (Blue Blanc Zèbre).
В декабре 2016 года выдвинул свою кандидатуру на выборы президента Франции 2017 года, однако зарегистрирован французскими властями не был.

## Творчество
- 1986 — Очертя голову / Bille en tête
- 1988 — Зебра / Le Zèbre
- 1990 — Фанфан / Fanfan
- 1992 — Маленький дикарь / Le Petit Sauvage
- 1995 — Остров левшей / L'Île des gauchers
- 1997 — Зубиал / Le Zubial ( первая книга автобиографической трилогии)
- 1999 — Автобиография любви / Autobiographie d'un amour
- 2002 — Мадемуазель Свобода / Mademoiselle Liberté
- 2004 — Раскрашенные / Les Coloriés
- 2004 — Восстание раскрашенных / La Révolte des coloriés (для детей от 10 лет)
- 2004 — Секрет раскрашенных / Le Secret des Coloriés (для детей от 9 лет)
- 2005 — Роман о Жарденах / Le Roman Des Jardin (вторая книга автобиографической трилогии)
- 2008 — Каждая женщина — это роман / Chaque femme est un roman (последняя книга автобиографической трилогии)
- 2009 — Пятнадцать лет спустя или Фанфан, акт второй / Quinze ans après
- 2011 — Очень хорошие люди / Des gens très bien
- 2014 — Только один раз / Juste une fois

На русский язык переведены только два романа Александра Жардена: «Зебра» и «Фанфан».

## Фильмография
- 1989 — Очертя голову / Bille en tête — автор сценария совместно с Карло Котти (Carlo Cotti)
- 1991 — Гавин / Gawin — автор сценария совместно с Арно Селиньяком (Arnaud Sélignac)
- 1991 — Ключи от рая / Les clés du paradis — автор сценария совместно с Филиппом де Брока, актёр (роль молодого писателя в гостях у Ольги)
- 1992 — Зебра / Le Zèbre — автор сценария
- 1993 — Аромат любви Фанфан / Fanfan — автор сценария и режиссёр
- 1994 — Ботанический сад / Le jardin des plantes  — автор сценария совместно с Филиппом де Брока
- 1996 — Да / Oui — автор сценария, режиссёр, актёр
- 2000 — Профессор / Le prof — автор сценария, режиссёр
- 2013 — Реальная жизнь учителя / La vraie vie des profs — автор сценария совместно с Эммануэль Клотц (Emmanuel Klotz) и Альбертом Перейра-Лазаро (Albert Pereira-Lazaro)